# US Open 2022 - Doppio femminile in carrozzina
Il doppio femminile in carrozzina del torneo di tennis professionistico US Open 2022, facente parte della categoria Grande Slam, si è giocato dal 6 al 10 settembre 2022 allo USTA Billie Jean King National Tennis Center, a New York negli Stati Uniti.
Le campionesse in carica Diede de Groot e Aniek van Koot hanno sconfitto Yui Kamiji e Kgothatso Montjane in finale con il punteggio di 6–2, 6–2.

## Teste di serie
1. Diede de Groot /  Aniek van Koot (campionesse)

1. Yui Kamiji /  Kgothatso Montjane (finale)

## Tabellone

### Legenda
| - Q = Qualificato - WC = Wild card - LL = Lucky loser | - ALT = Alternate - SE = Special Exempt - PR = Protected Ranking | - w/o = Walkover - r = Ritirato - d = Squalificato |

|  | Quarterfinals | Quarterfinals                      | Quarterfinals                      | Quarterfinals | Quarterfinals |  |  | Semifinali | Semifinali                    | Semifinali                    | Semifinali                    | Semifinali                    |   |   | Finale | Finale                        | Finale                        | Finale | Finale |  |
|  |               |                                    |                                    |               |               |  |  |            |                               |                               |                               |                               |   |   |        |                               |                               |        |        |  |
|  | 1             | Diede de Groot Aniek van Koot      | Diede de Groot Aniek van Koot      | 6             | 6             |  |  |            |                               |                               |                               |                               |   |   |        |                               |                               |        |        |  |
|  |               | Angélica Bernal Shiori Funamizu    | Angélica Bernal Shiori Funamizu    | 1             | 1             |  |  | 1          | Diede de Groot Aniek van Koot | Diede de Groot Aniek van Koot | 6                             | 6                             |   |   |        |                               |                               |        |        |  |
|  |               | Pauline Déroulède Katharina Krüger | Pauline Déroulède Katharina Krüger | 3             | 1             |  |  |            | Manami Tanaka Zhu Zhenzhen    | Manami Tanaka Zhu Zhenzhen    | 0                             | 1                             |   |   |        |                               |                               |        |        |  |
|  |               | Manami Tanaka Zhu Zhenzhen         | Manami Tanaka Zhu Zhenzhen         | 6             | 6             |  |  |            |                               |                               |                               |                               |   |   | 1      | Diede de Groot Aniek van Koot | Diede de Groot Aniek van Koot | 6      | 6      |  |
|  |               | Macarena Cabrillana Saki Takamuro  | Macarena Cabrillana Saki Takamuro  | 3             | 0             |  |  |            |                               | 2                             | Yui Kamiji Kgothatso Montjane | Yui Kamiji Kgothatso Montjane | 2 | 2 |        |                               |                               |        |        |  |
|  |               | Jiske Griffioen Momoko Ohtani      | Jiske Griffioen Momoko Ohtani      | 6             | 6             |  |  |            | Jiske Griffioen Momoko Ohtani | Jiske Griffioen Momoko Ohtani | Jiske Griffioen Momoko Ohtani |                               |   |   |        |                               |                               |        |        |  |
|  |               | Dana Mathewson Lucy Shuker         | Dana Mathewson Lucy Shuker         | 1             | 0             |  |  | 2          | Yui Kamiji Kgothatso Montjane | Yui Kamiji Kgothatso Montjane | Yui Kamiji Kgothatso Montjane | w/o                           |   |   |        |                               |                               |        |        |  |
|  | 2             | Yui Kamiji Kgothatso Montjane      | Yui Kamiji Kgothatso Montjane      | 6             | 6             |  |  |            |                               |                               |                               |                               |   |   |        |                               |                               |        |        |  |